# Vieux-Viel
Vieux-Viel är en kommun i departementet Ille-et-Vilaine i regionen Bretagne i nordvästra Frankrike. Kommunen ligger i kantonen Pleine-Fougères som tillhör arrondissementet Saint-Malo. År 2022 hade Vieux-Viel 328 invånare.

## Befolkningsutveckling
Antalet invånare i kommunen Vieux-Viel
Referens:INSEE